# Aileen Fox
Aileen Mary Fox (geborene Henderson; * 29. Juli 1907 in London; † 21. November 2005 in Exeter) war eine britische Archäologin, die auf die Archäologie des Südwestens Englands spezialisiert war. Sie wurde bekannt durch ihre Ausgrabung des römischen Militärlagersin Exeter, Devon.

## Biografie
Aileen Henderson war die Tochter eines Notars. Sie ging an der Chinthurst School in Surrey und der Downe House School unter Leitung von Olive Willis in Kent zur Schule. Henderson studierte Englisch am Newnham College, Cambridge. Nach ihrem Abschluss in 1929 arbeitete sie ehrenamtlich auf einer Grabung in Richborough, Kent, unter J. P. Bushe-Fox. Sie verbrachte den nächsten Winter an der British School at Rome, bevor sie nach Richborough zurückkehrte. 1932 grub sie am Hembury hillfort, Devon, und am Meon Hill, Hampshire.
1933 heiratete sie Cyril Fox, Direktor des National Museum of Wales. Das Paar hatte drei Söhne. Aileen und Cyril gruben gemeinsam an prähistorischen und römischen Fundstellen in Großbritannien. Fox leitete weiterhin ihre eigene Ausgrabungen, z. B. die Grabung des römischen Militärforts Isca Augusta (Caerleon, Wales) im Jahr 1939. Fox unterrichtete am University College Cardiff von 1940 bis 1945. Sie leitete die dreijährige Ausgrabung des römischen Militärforts in Exeter, welches im Zweiten Weltkrieg stark beschädigt wurde. Von 1947 bis zu ihrem Ruhestand in 1971 gab sie Vorlesungen an dem University College of the South West of England in Exeter. In dieser Zeit überschaute sie wichtige Grabungen im Südwesten Englands, die neue Erkenntnisse über die prähistorische Besiedelung des Dartmoors, die eisenzeitliche Wallburgen der Region und die römische Militärpräsenz in Cornwall lieferten.
1965 gründete Fox gemeinsam mit Christopher Hawkes und anderen die Hillforts Study Group, die Gruppe zur Erforschung von Wallburgen. In den späten 1960ern gründete sie die Exeter Archaeological Field Unit. Sie war Präsidentin der Devon Archaeological Society von 1963 bis 1964 und Vizepräsidentin des Council for British Archaeology. Sie unterstützte junge Leute in ihren archäologischen Interessen. Ihr Buch Roman Britain entstand aus einer Zusammenarbeit mit dem Künstler Alan Sorrell, den sie an der British School at Rome kennenlernte. Durch die Ernennung ihres Mannes zum Ritter bekam sie den Titel Lady Fox.
Fox wurde 1973 Gastprofessorin an der University of Auckland, New Zealand, und war von 1974 bis 1976 ausführende Archäologin am Auckland Museum. Ihre zehn Jahre in Neuseeland verbrachte sie mit Unterricht, Forschung, Veröffentlichungen und Mitwirkung in Organisationen wie der New Zealand Archaeological Association und dem New Zealand Historic Places Trust (heute Heritage New Zealand). Ihr Interesse an Wallburgen brachte sie zur Vermessung von Fundstellen in Auckland, Northland und Hawkes Bay und zur Ausgrabung einer pā-Fundstelle in Te Awanga von 1974 bis 1975. Sie erforschte auch Māori-Schnitzkunst, besonders Begräbnistruhen.

## Auszeichnungen
1944 wurde Fox zum Mitglied der Society of Antiquaries of London gewählt, 1985 wurde ihr der Ehrendoktor der University of Exeter verliehen und 1988 wurde sie zum Ehrenmitglied der Prehistoric Society ernannt.

## Veröffentlichungen (Auswahl)
- Roman Britain. Lutterworth Press, London 1961, ISBN 0-7188-0800-2 (Drawings by Alan Sorrell).
- The Early Plan and Town Houses of Silchester (Calleva Atrebatum). In: Antiquity. Band 22, Nr. 88, 1948, S. 172–178, doi:10.1017/S0003598X00019785.
- Roman Exeter (Isca Dumnoniorum): excavations in the war-damaged areas, 1945–1947. Published for the University College of the South-West of England by Manchester University Press, Manchester 1952.
- Celtic fields and farms on Dartmoor, in the light of recent excavations at Kestor. In: Proceedings of the Prehistoric Society. Band 20, 1955, S. 87–102, doi:10.1017/s0079497x00017795.
- Aileen: Some evidence for a Dark Age trading site at Bantham, near Thurlestone, South Devon. In: The Antiquaries Journal. Band 35, Nr. 1–2, 1955, S. 55–67, doi:10.1017/s0003581500048617.
- Prehistoric Maori storage pits: problems in interpretation. In: Journal of the Polynesian Society. Band 83, Nr. 2, 1974, S. 141–154.
- Prehistoric Maori Fortifications in the North Island of New Zealand. Longman Paul. Monograph No. 6 of the New Zealand Archaeological Association, Auckland 1976.
- A new look at Maori carved burial chests. In: Antiquity. Band 54, Nr. 210, 1980, S. 7–14, doi:10.1017/S0003598X00042782.